# Plasberm

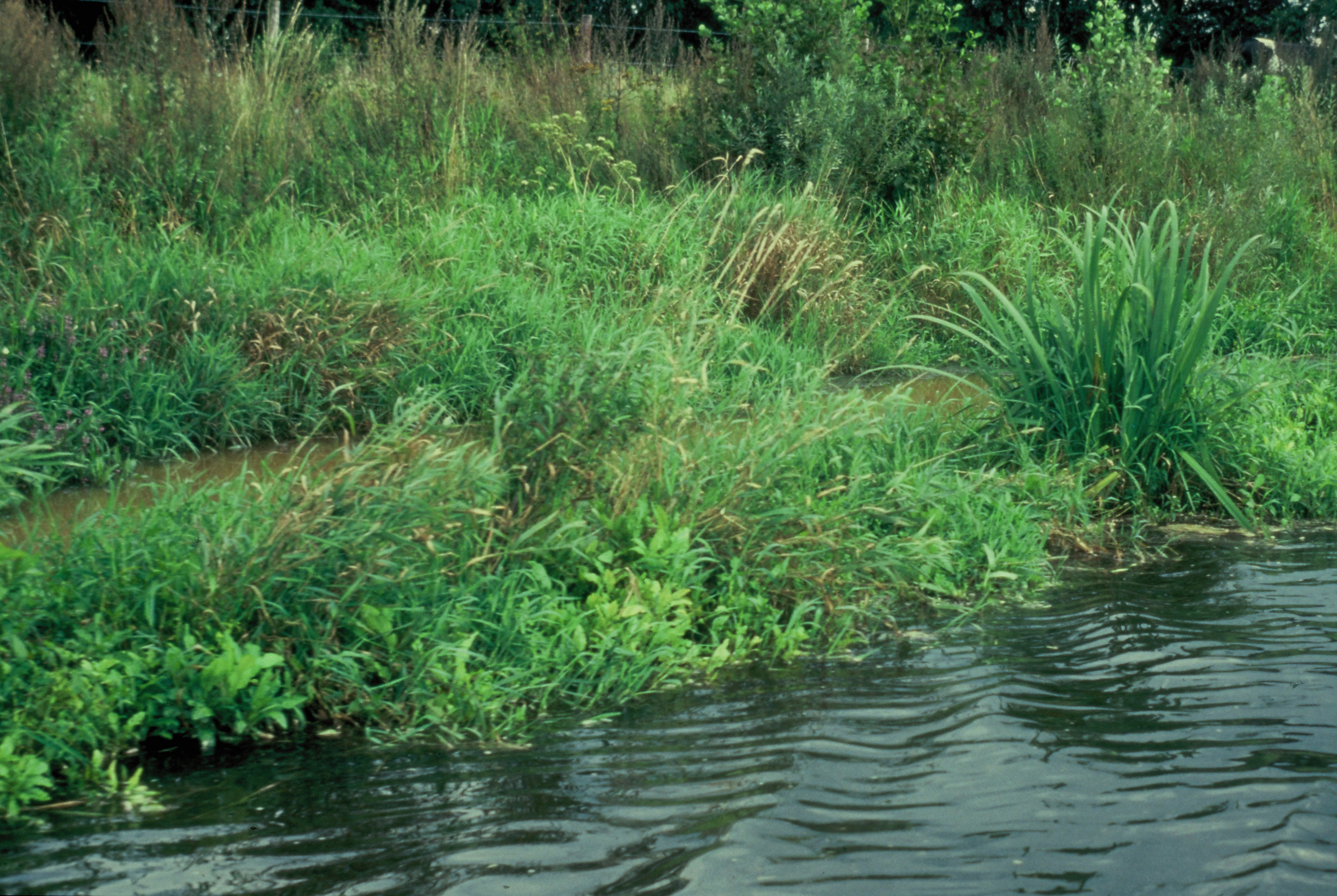
Een plasberm aangelegd met schanskorven

Een plasberm is een natte oeverstrook die langs een waterloop wordt aangelegd.
Een plasberm wordt aangelegd om (water)planten te laten groeien, en daardoor tot een wallekant te komen met meer biodiversiteit. De hoogte is (ongeveer) gelijk aan het heersende peil van de watergang. Hierdoor is hij het gehele jaar nat. De berm biedt een paaiplaats voor vissen en nestgelegenheid voor watervogels.
Een plasberm is door zijn begroeiing eveneens een bescherming van het talud.